# Thoropa taophora
Espèce
Synonymes
- Ololigon abbreviatus taophora Miranda-Ribeiro, 1923

Thoropa taophora est une espèce d'amphibiens de la famille des Cycloramphidae.

## Répartition
Cette espèce est endémique de l'Est de l'État de São Paulo au Brésil. Elle se rencontre dans la Serra do Mar et les régions côtières.

## Taxinomie
La synonymie de cette espèce avec Thoropa miliaris a été levée par Feio, Napoli et Caramaschi en 2006.

## Publication originale
- Miranda-Ribeiro, 1923 : Os hylodideos do Museu Paulista. Revista do Museu Paulista, São Paulo, vol. 13, p. 825-846.